# خوان كارلوس أبلانيدو
خوان كارلوس أبلانيدو (بالإسبانية: Juan Carlos Ablanedo) (مواليد 2 سبتمبر 1963) هو لاعب كرة قدم. يلعب مع منتخب إسبانيا لكرة القدم. سبق له أن لعب في كأس العالم لكرة القدم مع منتخب بلاده.

## مسيرته الكروية
لعب خوان كارلوس أبلانيدو خلال مسيرته الاحترافية مع ناديين في ثمانية عشر موسمًا ولم يسجل خلالها أي هدف ضمن 459 مباراة. ولم يفز بأي موسم بالكأس أو بالدوري.
خاض خوان كارلوس أبلانيدو مسيرته مع نادي ريال سبورتينغ خيخون في موسم 1982–83 في المرة الأولى ولمدة موسمين ثم في موسم 1984–85 ليلعب معه أربعة عشر موسمًا، مشاركًا طوالها في 399 مباراة ولم يسجل أي هدف. ثم انتقل إلى نادي سبورتينغ خيخون ب في موسم 1983–84 لمدة موسم واحد، حيث شارك في 60 مباراة ولم يسجل أي هدف أيضًا.

## روابط خارجية
- خوان كارلوس أبلانيدو على موقع الاتحاد الدولي (مؤرشف)  (الإنجليزية)
- خوان كارلوس أبلانيدو على موقع قاعدة بيانات كرة القدم.إي يو (الإنجليزية)
- خوان كارلوس أبلانيدو على موقع ناشيونال فوتبول تيمز (الإنجليزية)
- خوان كارلوس أبلانيدو على موقع عالم كرة القدم.نت (الإنجليزية)